# کارد کره

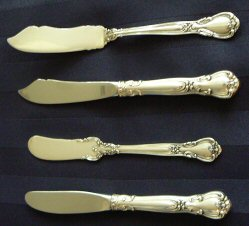
انواع چاقوی کره خوری

کاردِ کره (انگلیسی: Butter knife) نوعی ابزار شبیه چاقو است که برای مالیدن کره و نظایر آن مورد استفاده قرار می‌گیرد.